# 朝鮮の先史時代
朝鮮の先史時代（ちょうせんのせんしじだい）は、人類が朝鮮半島に現れた時代のうち文字が存在しない時期を言う。朝鮮半島の先史時代は、ヨーロッパの地中海地域とは別にクリスチャン・トムセンが定義した「三時代体系」に区分するのが難しく、考古学的、地質学的、古生物学的研究に依存する。一般的に歴史及び考古学の時代区分によると、石器時代に該当し、石器時代は発掘される遺跡の性格により旧石器時代、中石器時代、新石器時代に分かれる。その領域は朝鮮半島を中心にして、その起源及び伝播と関連があるロシア、シベリア、満州、遼寧省、中国東部の文化も一緒に研究されている。

## 地質学的先史時代

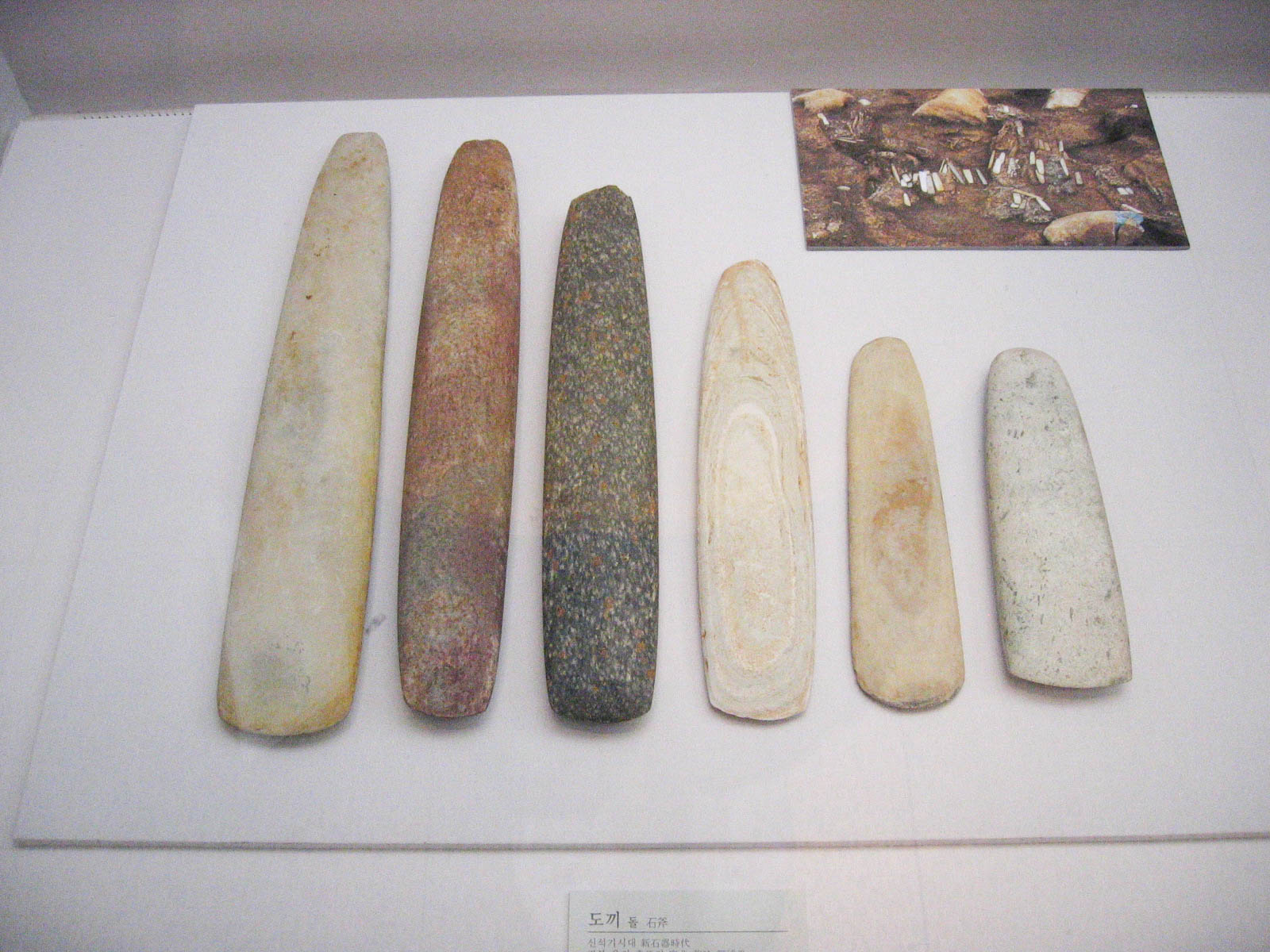
朝鮮の新石器時代の石斧

地質学的先史時代は朝鮮半島の過去から最も長い時代である。朝鮮半島で最も長い時代は、先カンブリア時代までさかのぼる。歴史の浅い地質システムが、これに該当し、ソウル周辺から北東方面の漣川郡に広がっている。そうした上下に分かれて、角閃石－石英－長石片岩と大理石、石灰－硅酸塩、珪岩、黒鉛片岩、雲母－石英－長石片岩、雲母片岩、珪岩、眼球片麻岩、柘榴石、花崗岩で構成されている。朝鮮半島は新生代に活動的な地質学的先史時代を経験していて、新生代になると次第に安定していった。中生代に形成された主要な点に慶尚道を含め、黒雲母花崗岩、頁岩、砂岩、礫岩質の安山岩、玄武岩、流紋岩、そして今日の慶尚道地方を覆っている凝灰岩で構成されていた。

## 朝鮮半島人類の先史時代

### 旧石器時代
この時期の起源を比べてみると、原始人類が朝鮮半島に現れ始めていて、紀元前50万年前に遡る。最も早い出現が、旧石器の最初期まで遡る点については、懐疑的である。旧石器時代は土器の生産が始められる紀元前8000年頃に終了する。放射性炭素測定によると朝鮮半島で古代人の出現は、紀元前4万年あたりから3万年あたりを示している。古代人が紀元前50万年頃まで広がるとなると、ホモ・エレクトスが朝鮮半島に存在したことを意味している。
　しかしながら、我々「新人類」のアフリカ大陸での出現は20万年前で、その一部が「出アフリカ(Out of Africa)」を果たし世界中に広がったのが、6万年前というのが、現在定説であるので、新人類が朝鮮半島に到着した時点は、せいぜい6万年よりかなり後とすべきである。これは上記の「放射性炭素測定」の結果が適切であることを示唆する。
忠清南道公州市近辺の石壮里遺跡から旧石器時代初期の特徴を特徴を持つ遺跡が、最も低い層から発掘された。両面を削った石器と削る道具も、発見された。後期の時代に該当する遺物と思われる手斧とクリーバーも発掘された。
旧石器中期には古代人たちは洞窟での居住を始め、堤川市のチョンマル洞窟と清州市の禿魯峰洞窟などが、その遺跡である。この2つの遺跡で犀の化石とハイエナと様々な種類の鹿など、絶滅した種の化石が発掘されている。
チョンマル洞窟で狩りに使用した道具に見られる石器は、古代人の骨で作ったもので、動物の骨の骨角器と共に狩りをする際に飲食をした道具と見られる。栄養補給のための動物の皮も発掘されている。
忠清南道公州付近の石壮里遺跡にて旧石器の伝統を持つ石器時代の遺物が発見されて、付近に珪岩が、例を挙げれば、珪岩、斑岩、黒曜石などが旧石器前期のアシュリアン（Acheulean）やルバルアン（Levallois）の特性を持つ。このような石器は、模様が単純で、石英や花崗岩（ペグマタイト）から取った物である。石壮里の中期層には投擲用のボーラ (武器)と投擲用の石が発掘されている。
朝鮮の旧石器時代は、初期、中期、後期に分けられる。この内ヒトが残した遺跡は、主に旧石器後期以後の遺跡に現れている。
旧石器時代の代表的な遺跡地には羅先特別市先鋒区域屈浦里や黄海北道祥原郡コムンモル、京畿道漣川郡全谷里、忠清南道公州市石壮里、忠清北道清原郡万水里を指折ることができる。こうした遺跡地の発生年代は、今日の考古学会では約50余万年頃に遡ると推定されている。
旧石器時代人は洞窟ではなく岩陰または川縁に家を作るのに僅かな群衆生活をしたものと見られる。その生活は大体獣の狩りと果実などの植物採集に依存したものとみられ、集団生活できる動機は、世界の異なる地域の全ての石器時代の人々のように効率的な狩りをするためのものと見ている。

### 旧石器時代の遺跡地
- 初・中期の旧石器遺跡
  - コムンモル遺跡
  - 全谷里遺跡
- 後期旧石器遺跡
  - 屈浦里遺跡
  - 公州石壮里遺跡
  - 天地淵岩陰遺跡
  - 小魯里遺跡
  - 丹陽垂楊介遺跡

### 中石器時代
中石器時代は1万年余り前に氷河期が終わり気候が暖かくなり、自然環境が入れ替わり旧石器時代の主要な狩りの対象物のマンモスや水牛などの大きな獣がいなくなり小さい獣が現れた。このような獣を殺すための武器である弓や鏃などが登場した。

### 中石器時代の遺跡地
- ピルレモッ洞窟（朝鮮語版）

### 櫛目文土器時代
朝鮮の新石器時代は約1万（中石器を含む場合）-8000年前から始まり、新石器時代の主要な指標となるものは、磨製石器と櫛目文土器に代表される土器である。こうしたものは主に海や川の岸辺にこの時代の家を造り暮らしながら漁労や狩りをし、新石器時代後期になると初期の農耕段階に転換するところもあった。また石鍬と石犁で畑を耕し、石鎌で穀物ばかりか穂を刈り挽き石で挽き皮を剥ぎ粉にして食べた。
朝鮮半島において、櫛目文土器は4000年前くらいから現れるようになる。最古の櫛目文土器は遼河文明から発見されており、当時の朝鮮半島はウラル系民族（ハプログループN (Y染色体)）が担う遼河文明圏にあったことが示唆される。

### 無文土器時代
朝鮮の青銅器時代は銅と錫または亜鉛を少しずつ混ぜて作った青銅器を使用した時代である。この時代には一般的に無文土器と孔列文土器が主に用いられた。新石器時代のように石鍬を使用して田畑を開墾して穀物を植え、半月状の石刀で収穫した。
水稲栽培をもたらしたハプログループO1b2 (Y染色体)が江南より到達したと考えられる。
- 晋州大坪遺跡（朝鮮語版）
- 泗川市梨琴洞遺蹟